# Rio Suaçuí Grande
Rio Suaçuí Grande är ett vattendrag i Brasilien.   Det ligger i delstaten Minas Gerais, i den sydöstra delen av landet, 700 km sydost om huvudstaden Brasília.
Omgivningarna runt Rio Suaçuí Grande är huvudsakligen savann. Runt Rio Suaçuí Grande är det glesbefolkat, med 12 invånare per kvadratkilometer.